# Посыльные суда типа «Штык»
Тип Штык — серия из 10 бронированных посыльных судов, спроектированных и построенных на Путиловском заводе специально для действий в бассейне Амура.

## История
Заложены в 1908 году. Спущены летом 1910 года. Вступили в строй осенью 1910 года. Фактически первые в мире речные бронекатера. «Пика» и «Копьё» в Амурской флотилии (АФл) с 1912 по 1954 год
| Название                 | Служба | Участь                                                                      |
| ------------------------ | --- | --------------------------------------------------------------------------- |
| Кинжал                   | АФл, Черноморский флот (ЧФ, 1915), Дунайская флотилия (ДФл, 1916), белый флот (1919) | В 1919 перевезено в Каспийскую флотилию (КФл). Дальнейшая судьба неизвестна |
| Копье (БК-103, БКА № 93) | АФл, захвачен японцами (1918), в 1920 возвращен Дальневосточной республике (АФл), исключен из списков (1940), АФл с 1941 | В 1954 сдан на слом                                                         |
| Палаш                    | (1910 АФл, с 1915 Балтийский флот (БФ) | В 1918 захвачено финнами                                                    |
| Пика (БК-104, БКА № 94)  | В 1918 выведен из строя, в 1920 в АФл Дальневосточной республики | В 1954 году сдан на слом                                                    |
| Пистолет                 | с 1910 Амурская флотилия | В 1918 захвачено финнами                                                    |
| Пуля                     | 1910 Амурская флотилия | В 1918 захвачено финнами                                                    |
| Рапира                   | 1915 ЧФ, 1916 ДФл, 1919 КФл | Судьба неизвестна                                                           |
| Сабля                    | Формально передан Русско-Дунайсому пароходству, в 1914 году интернирован Румынией. С 1916 Дунайская флотилия. Захвачен немцами в Севастополе. По непроверенным сведениям, был передан Турции (возможно был передан другой бронекатер этого типа) | Судьба неизвестна                                                           |
| Шашка                    | 1910 АФл | В 1918 захвачено финнами                                                    |
| Штык                     | Как головной корабль серии оставлен на БФ для дальнейших испытаний. 1915 ЧФ, 1916 ДФл, 1919 КФл | неизвестно                                                                  |

Всё по.